# Freddy Kalas
Frederik Auke, beter bekend onder zijn artiestennaam Freddy Kalas, is een Noors zanger, getekend bij Alter Ego Music en Universal Music. Met zijn debuutsingle "Pinne for landet" wist hij in 2014 een nummer 1-hit te scoren in de VG-lista, de officiële hitlijst van Noorwegen. Het jaar erop scoorde hij ook een hit met de kerstsingle "Hey Ho".
In 2016 deed Kalas mee aan de Noorse voorrondes van het Eurovisiesongfestival, de Melodi Grand Prix. Met zijn "Feel Da Rush" verloor hij het van tegenstander Agnete Johnsen.
Begin 2023 deed Kalas mee aan het tv-programma Hver gang vi møtes, de Noorse variant van Beste Zangers.